# Prometej Dnieprodzierżyńsk
Prometej Dnieprodzierżyńsk (ukr. Футбольний клуб «Прометей» Дніпродзержинськ, Futbolnyj Kłub „Prometej” Dniprodzerżynśk) – ukraiński klub piłkarski z siedzibą w Dnieprodzierżyńsku w obwodzie dniepropietrowskim. Założony w marcu 1991 roku.

## Historia
Chronologia nazw:
- 1991: Radyst Dnieprodzierżyńsk (ukr. «Радист» Дніпродзержинськ)
- 1991—1996: Prometej Dnieprodzierżyńsk (ukr. «Прометей» Дніпродзержинськ)

Drużyna piłkarska Prometej została założona w marcu 1991 roku przez Miejski Wydział Sportu, Urząd Remontowo-Budowlany i Industrialny Instytut w Dnieprodzierżyńsku.
W 1991 roku zespół startował w Mistrzostwach Ukrainy spośród drużyn amatorskich. Formalnie powinien był występować klub „Radyst”, dlatego klub na początku przyjął nazwę Radyst Dnieprodzierżyńsk. Dopiero w rundzie jesiennej powrócił do pierwotnej nazwy Prometej Dnieprodzierżyńsk.
W sezonie 1992/93 zgłosił się do rozgrywek w Przejściowej Lidze i otrzymał status profesjonalny. Zajął ostatnie 18 miejsce i spadł do rozgrywek amatorskich.
W sezonie 1995/96 ponownie startował w Drugiej Lidze. Jednak z powodów finansowych klub po rundzie jesiennej zrezygnował z dalszych rozgrywek i został rozformowany.

## Sukcesy
- 20 miejsce w Drugiej Lidze:

1995/96

## Inne
- Burewisnyk Dnieprodzierżyńsk
- Budiwelnyk Dnieprodzierżyńsk
- SK Prometej Dnieprodzierżyńsk
- Stal Kamieńskie